# Leichtathletik-Weltcup 1979
Der 2. Leichtathletik-Weltcup fand vom 24. bis zum 26. August 1979 im Olympiastadion von Montreal (Kanada) statt.
Es nahmen 317 Athleten aus 50 Nationen teil. Sieger wurde bei den Männern die Mannschaft der Vereinigten Staaten und bei den Frauen die Mannschaft der DDR.

## Punktevergabe
| Platz | Punkte |
| ----- | ------ |
| 1     | 8      |
| 2     | 7      |
| 3     | 6      |
| 4     | 5      |
| 5     | 4      |
| 6     | 3      |
| 7     | 2      |
| 8     | 1      |

## Endstand

### Männer
| Platz | Team     | Punkte |
| ----- | -------- | ------ |
| 1     | USA      | 119    |
| 2     | Europa   | 112    |
| 3     | DDR      | 108    |
| 4     | UdSSR    | 102    |
| 5     | Amerika  | 98     |
| 6     | Afrika   | 84     |
| 7     | Ozeanien | 58     |
| 8     | Asien    | 36     |

### Frauen
| Platz | Team     | Punkte |
| ----- | -------- | ------ |
| 1     | DDR      | 106    |
| 2     | UdSSR    | 98     |
| 3     | Europa   | 88     |
| 4     | USA      | 76     |
| 5     | Amerika  | 68     |
| 6     | Ozeanien | 47     |
| 7     | Afrika   | 30     |
| 8     | Asien    | 26     |

## Ergebnisse Männer

### 100-Meter-Lauf
| Platz | Athlet              | Team | Land | Zeit (s) | Punkte |
| ----- | ------------------- | ---- | ---- | -------- | ------ |
| 1     | James Sanford       | USA  | USA  | 10,17    | 8      |
| 2     | Silvio Leonard      | AME  | CUB  | 10,26    | 7      |
| 3     | Marian Woronin      | EUR  | POL  | 10,28    | 6      |
| 4     | Olaf Prenzler       | GDR  | GDR  | 10,33    | 5      |
| 5     | Ernest Obeng        | AFR  | GHA  | 10,36    | 4      |
| 6     | Richard James       | OCE  | AUS  | 10,49    | 3      |
| 7     | Suchart Jaesuraparp | ASI  | THA  | 10,51    | 2      |
| 8     | Nikolai Kolesnikow  | URS  | URS  | 11,47    | 1      |

24. August
Wind: −0,4 m/s

### 200-Meter-Lauf
| Platz | Athlet          | Team | Land | Zeit (s) | Punkte |
| ----- | --------------- | ---- | ---- | -------- | ------ |
| 1     | Silvio Leonard  | AME  | CUB  | 20,34    | 8      |
| 2     | Leszek Dunecki  | EUR  | POL  | 20,50    | 7      |
| 3     | Peter Okodogbe  | AFR  | NGR  | 20,69    | 6      |
| 4     | Bernhard Hoff   | GDR  | GDR  | 20,73    | 5      |
| 5     | Mel Lattany     | USA  | USA  | 20,75    | 4      |
| 6     | Wiktor Burakow  | URS  | URS  | 20,96    | 3      |
| 7     | Yasuhiro Harada | ASI  | JPN  | 21,14    | 2      |
| 8     | Barry Besanko   | OCE  | AUS  | 21,19    | 1      |

26. August
Wind: 0,0 m/s

### 400-Meter-Lauf
| Platz | Athlet                 | Team | Land | Zeit (s) | Punkte |
| ----- | ---------------------- | ---- | ---- | -------- | ------ |
| 1     | Hassan el-Kashief      | AFR  | SUD  | 45,39    | 8      |
| 2     | Nikolai Tschernezki    | URS  | URS  | 46,06    | 7      |
| 3     | Tony Darden            | USA  | USA  | 46,12    | 6      |
| 4     | Franz-Peter Hofmeister | EUR  | FRG  | 46,36    | 5      |
| 5     | Frank Schaffer         | GDR  | GDR  | 46,40    | 4      |
| 6     | Colin Bradford         | AME  | JAM  | 46,88    | 3      |
| 7     | Jim O’Sullivan         | OCE  | AUS  | 48,20    | 2      |
| 8     | Shoichi Handa          | ASI  | JPN  | 48,58    | 1      |

25. August

### 800-Meter-Lauf
| Platz | Athlet               | Team | Land | Zeit (min) | Punkte |
| ----- | -------------------- | ---- | ---- | ---------- | ------ |
| 1     | James Maina Boi      | AFR  | KEN  | 1:47,69    | 8      |
| 2     | James Robinson       | USA  | USA  | 1:47,85    | 7      |
| 3     | Willi Wülbeck        | EUR  | FRG  | 1:47,88    | 6      |
| 4     | Olaf Beyer           | GDR  | GDR  | 1:47,90    | 5      |
| 5     | Agberto Guimarães    | AME  | BRA  | 1:48,8     | 4      |
| 6     | Anatolij Reschetnjak | URS  | URS  | 1:49,4     | 3      |
| 7     | John Higham          | OCE  | AUS  | 1:50,2     | 2      |
| 8     | Faleh Naji Jarallah  | ASI  | IRQ  | 1:55,4     | 1      |

24. August

### 1500-Meter-Lauf
| Platz | Athlet              | Team | Land | Zeit (min) | Punkte |
| ----- | ------------------- | ---- | ---- | ---------- | ------ |
| 1     | Thomas Wessinghage  | EUR  | FRG  | 3:46,00    | 8      |
| 2     | Wladimir Ponomarjow | URS  | URS  | 3:46,13    | 7      |
| 3     | Jürgen Straub       | GDR  | GDR  | 3:46,30    | 6      |
| 4     | Steve Scott         | USA  | USA  | 3:46,78    | 5      |
| 5     | Mike Boit           | AFR  | KEN  | 3:46,85    | 4      |
| 6     | Steve Foley         | OCE  | AUS  | 3:47,8     | 3      |
| 7     | Paul Craig          | AME  | CAN  | 3:48,1     | 2      |
| 8     | Rattan Singh        | ASI  | IND  | 3:52,4     | 1      |

25. August

### 5000-Meter-Lauf
| Platz | Athlet           | Team | Land | Zeit (min) | Punkte |
| ----- | ---------------- | ---- | ---- | ---------- | ------ |
| 1     | Miruts Yifter    | AFR  | ETH  | 13:35,9    | 8      |
| 2     | Waleri Abramow   | URS  | URS  | 13:37,6    | 7      |
| 3     | Markus Ryffel    | EUR  | SUI  | 13:38,6    | 6      |
| 4     | Hansjörg Kunze   | GDR  | GDR  | 13:39,8    | 5      |
| 5     | Rodolfo Gómez    | AME  | MEX  | 13:40,6    | 4      |
| 6     | Matt Centrowitz  | USA  | USA  | 13:42,0    | 3      |
| 7     | David Fitzsimons | OCE  | AUS  | 13:45,1    | 2      |
| 8     | Gopal Saini      | IND  | IND  | 14:26,8    | 1      |

26. August

### 10.000-Meter-Lauf
| Platz | Athlet                | Team | Land | Zeit (min) | Punkte |
| ----- | --------------------- | ---- | ---- | ---------- | ------ |
| 1     | Miruts Yifter         | AFR  | ETH  | 27:53,07   | 8      |
| 2     | Craig Virgin          | USA  | USA  | 27:59,55   | 7      |
| 3     | Aleksandras Antipovas | URS  | URS  | 28:25,17   | 6      |
| 4     | Gerard Barratt        | OCE  | AUS  | 28:29,76   | 5      |
| 5     | Peter Butler          | AME  | CAN  | 28:40,83   | 4      |
| 6     | Werner Schildhauer    | GDR  | GDR  | 29:15,52   | 3      |
| 7     | John Treacy           | EUR  | IRL  | 29:25,30   | 2      |
| 8     | Edward Vincent        | ASI  | IND  | 29:26,50   | 1      |

24. August

### 110-Meter-Hürdenlauf
| Platz | Athlet             | Team | Land | Zeit (s) | Punkte |
| ----- | ------------------ | ---- | ---- | -------- | ------ |
| 1     | Renaldo Nehemiah   | USA  | USA  | 13,39    | 8      |
| 2     | Thomas Munkelt     | GDR  | GDR  | 13,42    | 7      |
| 3     | Alejandro Casañas  | AME  | CUB  | 13,44    | 6      |
| 4     | Alexandr Putschkow | URS  | URS  | 13,74    | 5      |
| 5     | Jan Pusty          | EUR  | POL  | 13,88    | 4      |
| 6     | Godwin Obasogie    | AFR  | NGR  | 14,18    | 3      |
| 7     | Michael Wilson     | OCE  | AUS  | 14,59    | 2      |
|       | Yoshifumi Fujimori | ASI  | JPN  | DNF      |        |

26. August
Wind: 0,0 m/s

### 400-Meter-Hürdenlauf
| Platz | Athlet                | Team | Land | Zeit (s) | Punkte |
| ----- | --------------------- | ---- | ---- | -------- | ------ |
| 1     | Edwin Moses           | USA  | USA  | 47,53    | 8      |
| 2     | Harald Schmid         | EUR  | FRG  | 48,71    | 7      |
| 3     | Wassyl Archypenko     | URS  | URS  | 48,97    | 6      |
| 4     | Volker Beck           | GDR  | GDR  | 49,66    | 5      |
| 5     | Peter Grant           | OCE  | AUS  | 50,20    | 4      |
| 6     | Antônio Dias Ferreira | AME  | BRA  | 50,54    | 3      |
| 7     | Daniel Kimaiyo        | AFR  | KEN  | 50,55    | 2      |
|       | Hassan Kadhum         | ASI  | IRQ  | DNS      |        |

24. August

### 3000-Meter-Hindernislauf
| Platz | Athlet              | Team | Land | Zeit (min) | Punkte |
| ----- | ------------------- | ---- | ---- | ---------- | ------ |
| 1     | Kiprotich Rono      | AFR  | KEN  | 8:25,97    | 8      |
| 2     | Ralf Pönitzsch      | GDR  | GDR  | 8:29,28    | 7      |
| 3     | Mariano Scartezzini | EUR  | ITA  | 8:29,44    | 6      |
| 4     | Henry Marsh         | USA  | USA  | 8:30,09    | 5      |
| 5     | Masanari Shintaku   | ASI  | JPN  | 8:40,00    | 4      |
| 6     | Anatoli Dimow       | URS  | URS  | 8:46,23    | 3      |
| 7     | Philippe Lahuerte   | AME  | CAN  | 8:54,68    | 2      |
| 8     | Howard Healey       | OCE  | AUS  | 9:15,06    | 1      |

25. August

### 4-mal-100-Meter-Staffel
| Platz | Team           | Athleten                                                                                    | Zeit (s) | Punkte |
| ----- | -------------- | ------------------------------------------------------------------------------------------- | -------- | ------ |
| 1     | Amerika        | Osvaldo Lara (CUB) Nelson dos Santos (BRA) Silvio Leonard (CUB) Altevir de Araújo (BRA)     | 38,70    | 8      |
| 2     | USA            | Mike Roberson Harvey Glance Mel Lattany Steve Riddick                                       | 38,77    | 7      |
| 3     | Europa (POL)   | Jerzy Brunner Leszek Dunecki Zenon Licznerski Marian Woronin                                | 38,85    | 6      |
| 4     | DDR            | Klaus-Dieter Kurrat Detlef Kübeck Olaf Prenzler Alexander Thieme                            | 38,86    | 5      |
| 5     | Afrika         | Ernest Obeng (GHA) Edward Ofili (NGR) Théophile Nkounkou (CGO) Peter Okodogbe (NGR)         | 39,02    | 4      |
| 6     | UdSSR          | Walerij Pidluschnyj Andrei Schljapnikow Alexandr Aksinin Wolodymyr Ihnatenko                | 39,52    | 3      |
| 7     | Ozeanien (AUS) | Jamie Kelly Richard James Barry Besanko Colin OʼSullivan                                    | 39,85    | 2      |
| 8     | Asien          | Suchart Jaesuraparp (THA) Mohamed Amer al-Malky (OMA) Akira Harada (JPN) Shunzo Shito (JPN) | 40,09    | 1      |

25. August

### 4-mal-400-Meter-Staffel
| Platz | Team     | Athleten                                                                                              | Zeit (min) | Punkte |
| ----- | -------- | --- | ---------- | ------ |
| 1     | USA      | Herman Frazier Bill Green Willie Smith Tony Darden                                                    | 3:00,70    | 8      |
| 2     | Europa   | Ryszard Podlas (POL) Franz-Peter Hofmeister (FRG) Harry Schulting (NED) Harald Schmid (FRG)           | 3:00,80    | 7      |
| 3     | Afrika   | Billy Konchellah (KEN) Dele Udo (NGR) James Atuti (KEN) Hassan el-Kashief (SUD)                       | 3:01,22    | 6      |
| 4     | UdSSR    | Wiktor Burakow Wassyl Archypenko Remigijus Valiulis Nikolai Tschernezki                               | 3:02,24    | 5      |
| 5     | Amerika  | Ian Stapleton (JAM) Colin Bradford (JAM) Bryan Saunders (CAN) Clyde Edwards (BAR)                     | 3:02,39    | 4      |
| 6     | DDR      | Frank Richter Udo Bauer Frank Schaffer Manfred Konow                                                  | 3:05,27    | 3      |
| 7     | Ozeanien | Peter Grant (AUS) Jim OʼSullivan (AUS) John Higham (AUS) Peter Pearless (NZL)                         | 3:06,19    | 2      |
| 8     | Asien    | Fahim Abdul al-Sada (IRQ) Uday Krishna Prabhu (IND) Ramaswamy Gnanasekharan (IND) Shoichi Handa (JPN) | 3:12,49    | 1      |

26. August

### Hochsprung
| Platz | Athlet               | Team | Land | Höhe (m) | Punkte |
| ----- | -------------------- | ---- | ---- | -------- | ------ |
| 1     | Franklin Jacobs      | USA  | USA  | 2,27     | 8      |
| 2     | Jacek Wszoła         | EUR  | POL  | 2,27     | 7      |
| 3     | Aljaksandr Hryhorjeu | URS  | URS  | 2,24     | 6      |
| 4     | Rolf Beilschmidt     | GDR  | GDR  | 2,24     | 5      |
| 5     | Milton Ottey         | AME  | CAN  | 2,10     | 4      |
| 6     | Othmane Belfaa       | AFR  | ALG  | 2,10     | 3      |
| 7     | Kazunori Koshikawa   | ASI  | JPN  | 2,05     | 2      |
| 8     | Michael Dick         | OCE  | AUS  | 2,00     | 1      |

25. August

### Stabhochsprung
| Platz | Athlet            | Team | Land | Höhe (m) | Punkte |
| ----- | ----------------- | ---- | ---- | -------- | ------ |
| 1     | Mike Tully        | USA  | USA  | 5,45     | 8      |
| 2     | Patrick Abada     | EUR  | FRA  | 5,45     | 7      |
| 3     | Konstantin Wolkow | URS  | URS  | 5,30     | 6      |
| 4     | Bruce Simpson     | AME  | CAN  | 5,20     | 5      |
| 5     | Itsuo Takanezawa  | ASI  | JPN  | 5,00     | 4      |
| 6     | Axel Weber        | GDR  | GDR  | 5,00     | 3      |
| 7     | Robert Huddle     | OCE  | AUS  | 4,60     | 2      |
|       | Lakhdar Rahal     | AFR  | ALG  | NH       |        |

25. August

### Weitsprung
| Platz | Athlet              | Team | Land | Weite (m) | Punkte |
| ----- | ------------------- | ---- | ---- | --------- | ------ |
| 1     | Larry Myricks       | USA  | USA  | 8,52      | 8      |
| 2     | Lutz Dombrowski     | GDR  | GDR  | 8,27      | 7      |
| 3     | David Giralt        | AME  | CUB  | 8,22      | 6      |
| 4     | Walerij Pidluschnyj | URS  | URS  | 7,88      | 5      |
| 5     | Gary Honey          | OCE  | AUS  | 7,72      | 4      |
| 6     | Grzegorz Cybulski   | EUR  | POL  | 7,66      | 3      |
| 7     | Suresh Babu         | ASI  | IND  | 7,41      | 2      |
| 8     | Kayode Elegbede     | AFR  | NGR  | 7,36      | 1      |

26. August

### Dreisprung
| Platz | Athlet                  | Team | Land | Weite (m) | Punkte |
| ----- | ----------------------- | ---- | ---- | --------- | ------ |
| 1     | João Carlos de Oliveira | AME  | BRA  | 17,02     | 8      |
| 2     | Henads Waljukewitsch    | URS  | URS  | 16,94     | 7      |
| 3     | Ian Campbell            | OCE  | AUS  | 16,76     | 6      |
| 4     | Zou Zhenxian            | ASI  | CHN  | 16,68     | 5      |
| 5     | Willie Banks            | USA  | USA  | 16,66     | 4      |
| 6     | Lothar Gora             | GDR  | GDR  | 16,31     | 3      |
| 7     | Ajayi Agbebaku          | AFR  | NGR  | 16,31     | 2      |
| 8     | Bernard Lamitié         | EUR  | FRA  | 15,86     | 1      |

25. August

### Kugelstoßen
| Platz | Athlet                | Team | Land | Weite (m) | Punkte |
| ----- | --------------------- | ---- | ---- | --------- | ------ |
| 1     | Udo Beyer             | GDR  | GDR  | 20,45     | 8      |
| 2     | Reijo Ståhlberg       | EUR  | FIN  | 20,05     | 7      |
| 3     | Alexandr Baryschnikow | URS  | URS  | 20,00     | 6      |
| 4     | Dave Laut             | USA  | USA  | 19,42     | 5      |
| 5     | Bishop Dolegiewicz    | AME  | CAN  | 19,40     | 4      |
| 6     | Nagui Assad           | AFR  | EGY  | 19,00     | 3      |
| 7     | Mohamed al-Zinkawi    | ASI  | KUW  | 17,25     | 2      |
| 8     | Ray Rigby             | OCE  | AUS  | 16,43     | 1      |

26. August

### Diskuswurf
| Platz | Athlet                 | Team | Land | Weite (m) | Punkte |
| ----- | ---------------------- | ---- | ---- | --------- | ------ |
| 1     | Wolfgang Schmidt       | GDR  | GDR  | 66,02     | 8      |
| 2     | Mac Wilkins            | USA  | USA  | 64,92     | 7      |
| 3     | Luis Delís             | AME  | CUB  | 63,50     | 6      |
| 4     | Knut Hjeltnes          | EUR  | NOR  | 63,50     | 5      |
| 5     | Ihor Duhinez           | URS  | URS  | 59,34     | 4      |
| 6     | Robin Tait             | OCE  | NZL  | 54,60     | 3      |
| 7     | Abderrazak Ben Hassine | AFR  | TUN  | 52,82     | 2      |
| 8     | Kiyotaka Kawasaki      | ASI  | JPN  | 52,54     | 1      |

24. August

### Hammerwurf
| Platz | Athlet              | Team | Land | Weite (m) | Punkte |
| ----- | ------------------- | ---- | ---- | --------- | ------ |
| 1     | Sergei Litwinow     | URS  | URS  | 78,70     | 8      |
| 2     | Karl-Hans Riehm     | EUR  | FRG  | 75,88     | 7      |
| 3     | Roland Steuk        | GDR  | GDR  | 74,82     | 6      |
| 4     | Peter Farmer        | OCE  | AUS  | 71,68     | 5      |
| 5     | Armando Orozco      | AME  | CUB  | 69,62     | 4      |
| 6     | Shigenobu Murofushi | ASI  | JPN  | 67,32     | 3      |
| 7     | Boris Djerassi      | USA  | USA  | 65,20     | 2      |
| 8     | Abdellah Boubekeur  | AFR  | ALG  | 51,66     | 1      |

25. August

### Speerwurf
| Platz | Athlet            | Team | Land | Weite (m) | Punkte |
| ----- | ----------------- | ---- | ---- | --------- | ------ |
| 1     | Wolfgang Hanisch  | GDR  | GDR  | 86,48     | 8      |
| 2     | Mike O’Rourke     | OCE  | NZL  | 85,80     | 7      |
| 3     | Antonio González  | AME  | CUB  | 83,44     | 6      |
| 4     | Michael Wessing   | EUR  | FRG  | 81,06     | 5      |
| 5     | Alexandr Makarow  | URS  | URS  | 80,76     | 4      |
| 6     | Jacques Aye Abehi | AFR  | CIV  | 74,94     | 3      |
| 7     | Shen Maomao       | ASI  | CHN  | 72,70     | 2      |
| 8     | Duncan Atwood     | USA  | USA  | 71,06     | 1      |

25. August

## Ergebnisse Frauen

### 100-Meter-Lauf
| Platz | Athletin             | Team | Land | Zeit (s) | Punkte |
| ----- | -------------------- | ---- | ---- | -------- | ------ |
| 1     | Evelyn Ashford       | USA  | USA  | 11,06    | 8      |
| 2     | Marlies Göhr         | GDR  | GDR  | 11,17    | 7      |
| 3     | Annegret Richter     | EUR  | FRG  | 11,36    | 6      |
| 4     | Ljudmila Kondratjewa | URS  | URS  | 11,47    | 5      |
| 5     | Angella Taylor       | AME  | CAN  | 11,50    | 4      |
| 6     | Helen Edwards        | OCE  | AUS  | 11,67    | 3      |
| 7     | Oguzoeme Nsenu       | AFR  | NGR  | 11,78    | 2      |
| 8     | Emiko Konishi        | ASI  | JPN  | 12,31    | 1      |

25. August
Wind: −0,9 m/s

### 200-Meter-Lauf
| Platz | Athletin             | Team | Land | Zeit (s) | Punkte |
| ----- | -------------------- | ---- | ---- | -------- | ------ |
| 1     | Evelyn Ashford       | USA  | USA  | 21,83    | 8      |
| 2     | Marita Koch          | GDR  | GDR  | 22,02    | 7      |
| 3     | Ljudmila Kondratjewa | URS  | URS  | 22,66    | 6      |
| 4     | Annegret Richter     | EUR  | FRG  | 22,78    | 5      |
| 5     | Angella Taylor       | AME  | CAN  | 22,83    | 4      |
| 6     | Hannah Afriyie       | AFR  | GHA  | 23,61    | 3      |
| 7     | Kim Robertson        | OCE  | NZL  | 23,78    | 2      |
| 8     | Sumiko Kaihara       | ASI  | JPN  | 24,60    | 1      |

24. August
Wind: −0,2 m/s

### 400-Meter-Lauf
| Platz | Athletin            | Team | Land | Zeit (s) | Punkte |
| ----- | ------------------- | ---- | ---- | -------- | ------ |
| 1     | Marita Koch         | GDR  | GDR  | 48,97    | 8      |
| 2     | Marija Kultschunowa | URS  | URS  | 50,60    | 7      |
| 3     | Irena Szewińska     | EUR  | POL  | 51,15    | 6      |
| 4     | Marita Payne        | AME  | CAN  | 53,01    | 5      |
| 5     | Terri-Ann Wangman   | OCE  | AUS  | 53,44    | 4      |
| 6     | Ruth Waithera       | AFR  | KEN  | 53,60    | 3      |
| 7     | Patricia Jackson    | USA  | USA  | 54,37    | 2      |
| 8     | Rita Sen            | ASI  | IND  | 57,76    | 1      |

26. August

### 800-Meter-Lauf
| Platz | Athletin            | Team | Land | Zeit (min) | Punkte |
| ----- | ------------------- | ---- | ---- | ---------- | ------ |
| 1     | Nikolina Schterewa  | EUR  | BUL  | 2:00,52    | 8      |
| 2     | Nadeschda Muschta   | URS  | URS  | 2:01,09    | 7      |
| 3     | Anita Weiß          | GDR  | GDR  | 2:01,33    | 6      |
| 4     | Anne Mackie-Morelli | AME  | CAN  | 2:02,01    | 5      |
| 5     | Charlene Rendina    | OCE  | AUS  | 2:02,62    | 4      |
| 6     | Mary Chemweno       | AFR  | KEN  | 2:04,49    | 3      |
| 7     | Wendy Knudson       | USA  | USA  | 2:06,06    | 2      |
| 8     | Geeta Zutshi        | ASI  | IND  | 2:10,31    | 1      |

25. August

### 1500-Meter-Lauf
| Platz | Athletin              | Team | Land | Zeit (min) | Punkte |
| ----- | --------------------- | ---- | ---- | ---------- | ------ |
| 1     | Christiane Wartenberg | GDR  | GDR  | 4:06,88    | 8      |
| 2     | Giana Romanowa        | URS  | URS  | 4:08,73    | 7      |
| 3     | Francie Larrieu       | USA  | USA  | 4:09,16    | 6      |
| 4     | Sakina Boutamine      | AFR  | ALG  | 4:12,13    | 5      |
| 5     | Alison Wright         | OCE  | NZL  | 4:13,48    | 4      |
| 6     | Brit McRoberts        | AME  | CAN  | 4:15,33    | 3      |
| 7     | Kumiko Kobayashi      | ASI  | JPN  | 4:47,61    | 2      |
|       | Totka Petrowa         | EUR  | BUL  | DQ         |        |

26. August
Totka Petrowa kam in 4:06,47 min als Erste ins Ziel, wurde aber wegen eines kurz zuvor bei den Balkanspielen vorgenommenen positiven Dopingtests disqualifiziert.

### 3000-Meter-Lauf
| Platz | Athletin           | Team | Land | Zeit (min) | Punkte |
| ----- | ------------------ | ---- | ---- | ---------- | ------ |
| 1     | Swetlana Ulmassowa | URS  | URS  | 8:36,34    | 8      |
| 2     | Grete Waitz        | EUR  | NOR  | 8:38,59    | 7      |
| 3     | Francie Larrieu    | USA  | USA  | 8:53,02    | 6      |
| 4     | Ursula Sauer       | GDR  | GDR  | 9:13,27    | 5      |
| 5     | Barbara Moore      | OCE  | NZL  | 9:19,65    | 4      |
| 6     | Shauna Miller      | AME  | CAN  | 9:20,28    | 3      |
| 7     | Sakina Boutamine   | AFR  | ALG  | 9:30,73    | 2      |
| 8     | Toshiko Kumagai    | ASI  | JPN  | 9:52,95    | 1      |

25. August

### 100-Meter-Hürdenlauf
| Platz | Athletin           | Team | Land | Zeit (s) | Punkte |
| ----- | ------------------ | ---- | ---- | -------- | ------ |
| 1     | Grażyna Rabsztyn   | EUR  | POL  | 12,67    | 8      |
| 2     | Tatjana Anissimowa | URS  | URS  | 12,75    | 7      |
| 3     | Kerstin Claus      | GDR  | GDR  | 13,03    | 6      |
| 4     | Deby LaPlante      | USA  | USA  | 13,23    | 5      |
| 5     | Sharon Lane        | AME  | CAN  | 13,63    | 4      |
| 6     | Penny Gillies      | OCE  | AUS  | 13,88    | 3      |
| 7     | Judy Bell-Gam      | AFR  | NGR  | 13,93    | 2      |
| 8     | Emi Akimoto        | ASI  | JPN  | 14,28    | 1      |

25. August
Wind: −0,1 m/s

### 400-Meter-Hürdenlauf
| Platz | Athletin         | Team | Land | Zeit (s) | Punkte |
| ----- | ---------------- | ---- | ---- | -------- | ------ |
| 1     | Bärbel Klepp     | GDR  | GDR  | 55,83    | 8      |
| 2     | Marina Makejewa  | URS  | URS  | 56,02    | 7      |
| 3     | Debbie Esser     | USA  | USA  | 56,75    | 6      |
| 4     | Christine Warden | EUR  | GBR  | 57,20    | 5      |
| 5     | Lynette Young    | OCE  | AUS  | 58,80    | 4      |
| 6     | Francine Gendron | AME  | CAN  | 60,91    | 3      |
| 7     | Yumiko Aoi       | ASI  | JPN  | 61,02    | 2      |
| 8     | Fatima El Faquir | AFR  | MAR  | 67,42    | 1      |

24. August

### 4-mal-100-Meter-Staffel
| Platz | Team     | Athletinnen                                                                       | Zeit (s) | Punkte |
| ----- | -------- | --------------------------------------------------------------------------------- | -------- | ------ |
| 1     | Europa   | Linda Haglund (SWE) Chantal Réga (FRA) Annegret Richter (FRG) Heather Hunte (GBR) | 42,19    | 8      |
| 2     | DDR      | Christina Brehmer Romy Schneider Ingrid Auerswald Marlies Göhr                    | 42,32    | 7      |
| 3     | UdSSR    | Wera Anissimowa Olga Korotkowa Marina Sidorowa Ljudmila Kondratjewa               | 42,35    | 6      |
| 4     | USA      | Evelyn Ashford Karen Hawkins Dolly Fleetwood Val Boyer                            | 43,53    | 5      |
| 5     | Amerika  | Leleith Hodges (JAM) Rose Allwood (JAM) Silvia Chivás (CUB) Angella Taylor (CAN)  | 43,99    | 4      |
| 6     | Ozeanien | Helen Edwards (AUS) Debbie Wells (AUS) Janeen Faithfull (AUS) Kim Robertson (NZL) | 44,62    | 3      |
| 7     | Afrika   | Nzaeli Kyomo (TAN) Grace Bakari (GHA) Hannah Afriyie (GHA) Oguzoeme Nsenu (NGR)   | 44,83    | 2      |
| 8     | Asien    | Yumiko Aoi (JPN) Usanee Laopinkarn (THA) Mo Myung-hee (KOR) Ying Yaping (CHN)     | 46,19    | 1      |

26. August

### 4-mal-400-Meter-Staffel
| Platz | Team     | Athletinnen                                                                                | Zeit (min) | Punkte |
| ----- | -------- | ------------------------------------------------------------------------------------------ | ---------- | ------ |
| 1     | DDR      | Gabriele Kotte Christina Brehmer Brigitte Köhn Marita Koch                                 | 3:20,37    | 8      |
| 2     | UdSSR    | Irina Bagrjanzewa Tetjana Prorotschenko Nina Sjuskowa Marija Kultschunowa                  | 3:23,04    | 7      |
| 3     | USA      | Sharon Dabney Rosalyn Bryant Patricia Jackson Sherri Howard                                | 3:27,36    | 6      |
| 4     | Europa   | Karoline Käfer (AUT) Jarmila Kratochvílová (TCH) Elke Decker (FRG) Irena Szewińska (POL)   | 3:27,39    | 5      |
| 5     | Amerika  | Aurelia Pentón (CUB) Jacqueline Pusey (JAM) Marita Payne (CAN) June Griffith (GUY)         | 3:28,50    | 4      |
| 6     | Ozeanien | Marian O’Shaughnessy (AUS) Terri-Ann Wangman (AUS) Lynette Young (AUS) Kim Robertson (NZL) | 3:35,60    | 3      |
| 7     | Afrika   | Grace Bakari (GHA) Marième Boye (SEN) Mary Chemweno (KEN) Ruth Waithera (KEN)              | 3:36,24    | 2      |
| 8     | Asien    | Rita Sen (IND) Yumiko Aoi (JPN) Saik Oik Cum (MAS) Chen Juying (CHN)                       | 3:48,75    | 1      |

26. August

### Hochsprung
| Platz | Athletin            | Team | Land |      | Punkte |
| ----- | ------------------- | ---- | ---- | ---- | ------ |
| 1     | Debbie Brill        | AME  | CAN  | 1,96 | 8      |
| 2     | Sara Simeoni        | EUR  | ITA  | 1,94 | 7      |
| 3     | Nina Serbina        | URS  | URS  | 1,90 | 6      |
| 4     | Rosemarie Ackermann | GDR  | GDR  | 1,87 | 5      |
| 5     | Louise Ritter       | USA  | USA  | 1,87 | 4      |
| 6     | Catherine Soanes    | OCE  | AUS  | 1,78 | 3      |
| 7     | Zheng Dazhen        | ASI  | CHN  | 1,75 | 2      |
| 8     | Kawther Akrémi      | AFR  | TUN  | 1,65 | 1      |

26. August

### Weitsprung
| Platz | Athletin          | Team | Land | Weite (m) | Punkte |
| ----- | ----------------- | ---- | ---- | --------- | ------ |
| 1     | Anita Stukāne     | URS  | URS  | 6,64      | 8      |
| 2     | Brigitte Wujak    | GDR  | GDR  | 6,55      | 7      |
| 3     | Kathy McMillan    | USA  | USA  | 6,31      | 6      |
| 4     | Eloína Echevarría | AME  | CUB  | 6,25      | 5      |
| 5     | Doina Anton       | EUR  | ROU  | 6,09      | 4      |
| 6     | Sumie Awara       | ASI  | JPN  | 5,96      | 3      |
| 7     | Lyn Jacenko       | OCE  | AUS  | 5,91      | 2      |
| 8     | Bella Bell-Gam    | AFR  | NGR  | 5,73      | 1      |

24. August

### Kugelstoßen
| Platz | Athletin                | Team | Land | Weite (m) | Punkte |
| ----- | ----------------------- | ---- | ---- | --------- | ------ |
| 1     | Ilona Slupianek         | GDR  | GDR  | 20,98     | 8      |
| 2     | Helena Fibingerová      | EUR  | TCH  | 19,74     | 7      |
| 3     | Swetlana Kratschewskaja | URS  | URS  | 19,70     | 6      |
| 4     | Maren Seidler           | USA  | USA  | 18,86     | 5      |
| 5     | María Elena Sarría      | AME  | CUB  | 18,59     | 4      |
| 6     | Shen Lijuan             | ASI  | CHN  | 16,46     | 3      |
| 7     | Bev Francis             | OCE  | AUS  | 15,16     | 2      |
| 8     | Odette Mistoul          | AFR  | GAB  | 13,71     | 1      |

24. August

### Diskuswurf
| Platz | Athletin                  | Team | Land | Weite (m) | Punkte |
| ----- | ------------------------- | ---- | ---- | --------- | ------ |
| 1     | Evelin Jahl               | GDR  | GDR  | 65,18     | 8      |
| 2     | Swetlana Melnikowa        | URS  | URS  | 65,14     | 7      |
| 3     | María Cristina Betancourt | AME  | CUB  | 62,84     | 6      |
| 4     | Swetla Boschkowa          | EUR  | BUL  | 60,84     | 5      |
| 5     | Gael Mulhall              | OCE  | AUS  | 56,50     | 4      |
| 6     | Li Xiaohui                | ASI  | CHN  | 55,64     | 3      |
| 7     | Lynne Winbigler           | USA  | USA  | 50,06     | 2      |
| 8     | Zoubida Laayouni          | AFR  | MAR  | 46,08     | 1      |

26. August

### Speerwurf
| Platz | Athletin            | Team | Land | Weite (m) | Punkte |
| ----- | ------------------- | ---- | ---- | --------- | ------ |
| 1     | Ruth Fuchs          | GDR  | GDR  | 66,10     | 8      |
| 2     | Éva Ráduly-Zörgő    | EUR  | ROU  | 65,82     | 7      |
| 3     | María Caridad Colón | AME  | CUB  | 63,50     | 6      |
| 4     | Kate Schmidt        | USA  | USA  | 59,98     | 5      |
| 5     | Saida Gunba         | URS  | URS  | 57,00     | 4      |
| 6     | Li Xia              | ASI  | CHN  | 52,50     | 3      |
| 7     | Pam Matthews        | OCE  | AUS  | 52,48     | 2      |
| 8     | Agnès Tchuinté      | AFR  | CMR  | 49,64     | 1      |

24. August